# Bahnstrecke Sedlnice–Mošnov
| Kursbuchstrecke (SŽ): | 270                  |                         |                         |
| Streckenlänge: | 2,903 km             |                         |                         |
| Spurweite: | 1435 mm (Normalspur) |                         |                         |
| Streckenklasse: | D4                   |                         |                         |
| Stromsystem: | 3 kV =               |                         |                         |
| Streckengeschwindigkeit: | 90 km/h              |                         |                         |
| |                      |                         |                         |
| \| \| \| von Studénka \| \| \| \| 0,000 \| Sedlnice \| Sedlnice \| \| \| \| nach Veřovice \| \| \| \| \| Ostrava Terminál Mošnov \| \| \| \| 2,903 \| Mošnov, Ostrava Airport \| Mošnov, Ostrava Airport \| |                      |                         |                         |
| Strecke |                      | von Studénka            | von Studénka            |
| Haltepunkt / Haltestelle | 0,000                | Sedlnice                | Sedlnice                |
| Abzweig geradeaus, nach rechts und von rechts |                      | nach Veřovice           | nach Veřovice           |
| Dienststation / Betriebs- oder Güterbahnhof |                      | Ostrava Terminál Mošnov | Ostrava Terminál Mošnov |
| Kopfbahnhof Streckenende | 2,903                | Mošnov, Ostrava Airport | Mošnov, Ostrava Airport |

Die Bahnstrecke Sedlnice–Mošnov ist eine elektrifizierte regionale Eisenbahnverbindung in Tschechien. Sie zweigt in Sedlnice aus der Bahnstrecke Studénka–Veřovice ab und führt nach Mošnov zum Flughafen Ostrava.

## Geschichte
Der Flughafen Ostrava entstand ursprünglich als Militärflughafen, erst seit 1989 wird er auch zivil genutzt. Der Moravskoslezský kraj entwickelt den Flughafen seitdem zu einem modernen Regionalflughafen. Im Zuge des Strukturwandels in der Region entstand zudem am Flughafen ein Gewerbegebiet. Eine verkehrliche Anbindung des Flughafens bestand bislang nur über die Straße. Linienbusse benötigen vom Zentrum Ostravas etwa 30 Minuten bis zum Flughafen.

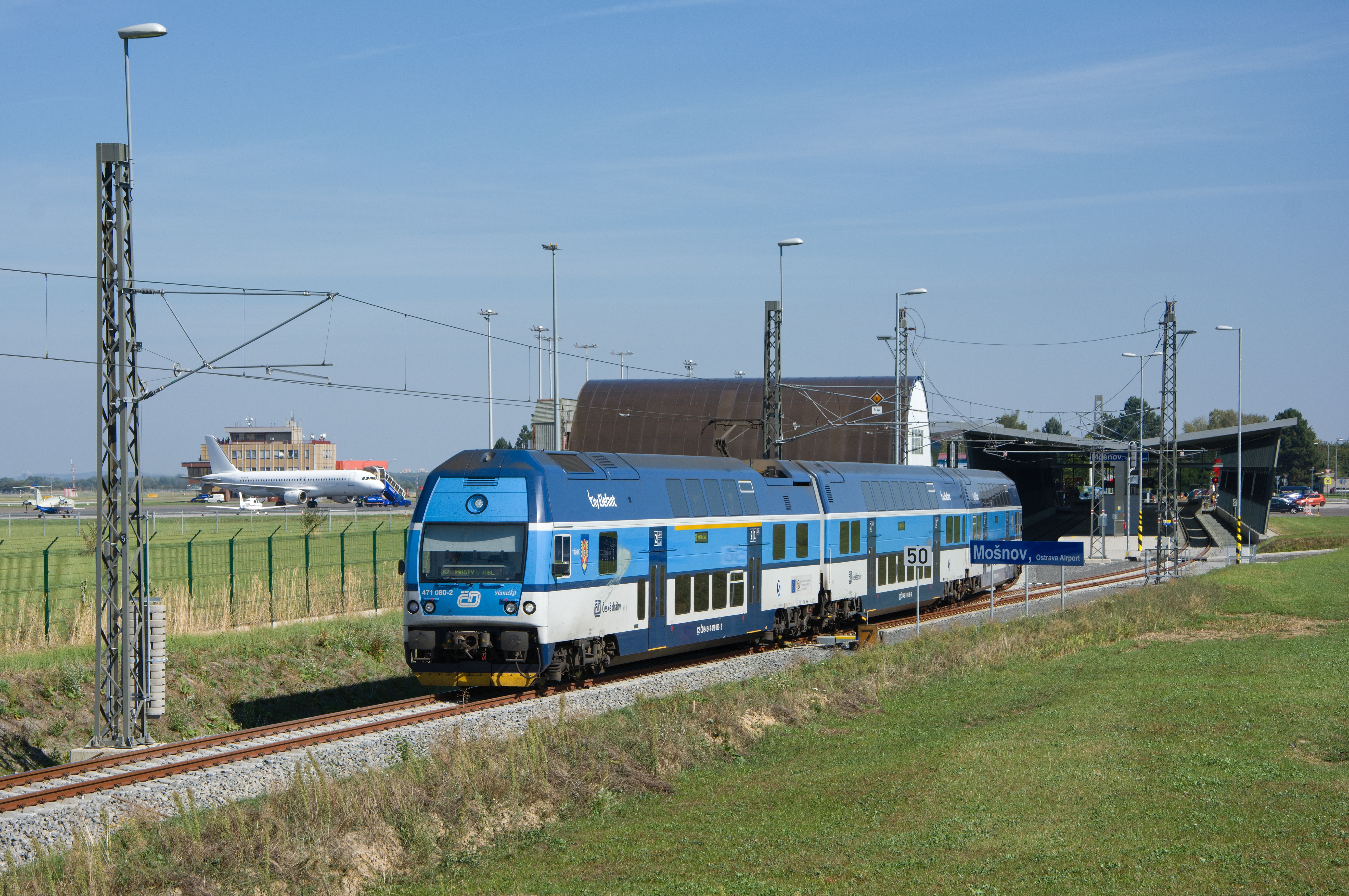
Bahnhof Mošnov, Ostrava Airport. Der Doppelstocktriebzug verlässt den Bahnhof als Linie S2 in Richtung Mosty u Jablunkova (2015)

Das Ziel der Eisenbahnanbindung des Flughafens ist eine Verbesserung der Verkehrsbeziehungen zum Flughafen selbst, als auch zur benachbarten Industriezone in Mošnov. Der Moravskoslezský kraj errichtete in den Jahren 2013 und 2014 eine neue Eisenbahnstrecke, die bei Sedlnice aus der Bahnstrecke Studénka–Veřovice abzweigt und direkt bis zum Flughafenterminal führt. Der Moravskoslezský kraj investierte in die neue Strecke insgesamt 580 Millionen Kč, wobei 85 Prozent über ein Förderprogramm der europäischen Union finanziert wurden. Weitere 350 Millionen Kč investierte der tschechische Staat zudem in die Modernisierung und Elektrifizierung der Strecke Studénka–Sedlnice.
Die Fertigstellung des Projektes wurde am 16. Dezember 2014 gefeiert, am 13. April 2015 wurde der reguläre Reisezugverkehr aufgenommen. Die Züge der Linie S2 verkehren im Zweistundentakt in der Relation Mosty u Jablunkova–Český Těšín–Bohumín–Studénka–Mošnov, Ostrava Airport. Zum Einsatz kommen moderne Doppelstocktriebzüge der ČD-Baureihe 471 „CityElefant“. Perspektivisch ist der Einsatz einstöckiger elektrischer Triebzüge der ČD-Baureihe 650 „RegioPanter“ vorgesehen.
Am 19. Oktober 2022 wurde am Flughafen noch das multimodale Terminál Mošnov in Betrieb genommen. Die vier Partner Innofreight Czech Republic, Medlog Czech Republic, Budamar Logistics und ČD Cargo Logistics investierten insgesamt 32 Millionen Euro in ein modernes Logistikzentrum, das die Verkehrsträger Schiene, Straße und Luft miteinander verknüpft.